# Anemone transsilvanica
Anemone transsilvanica là một loài thực vật có hoa trong họ Mao lương. Loài này được (Fuss) Heuff. mô tả khoa học đầu tiên năm 1858.

## Hình ảnh

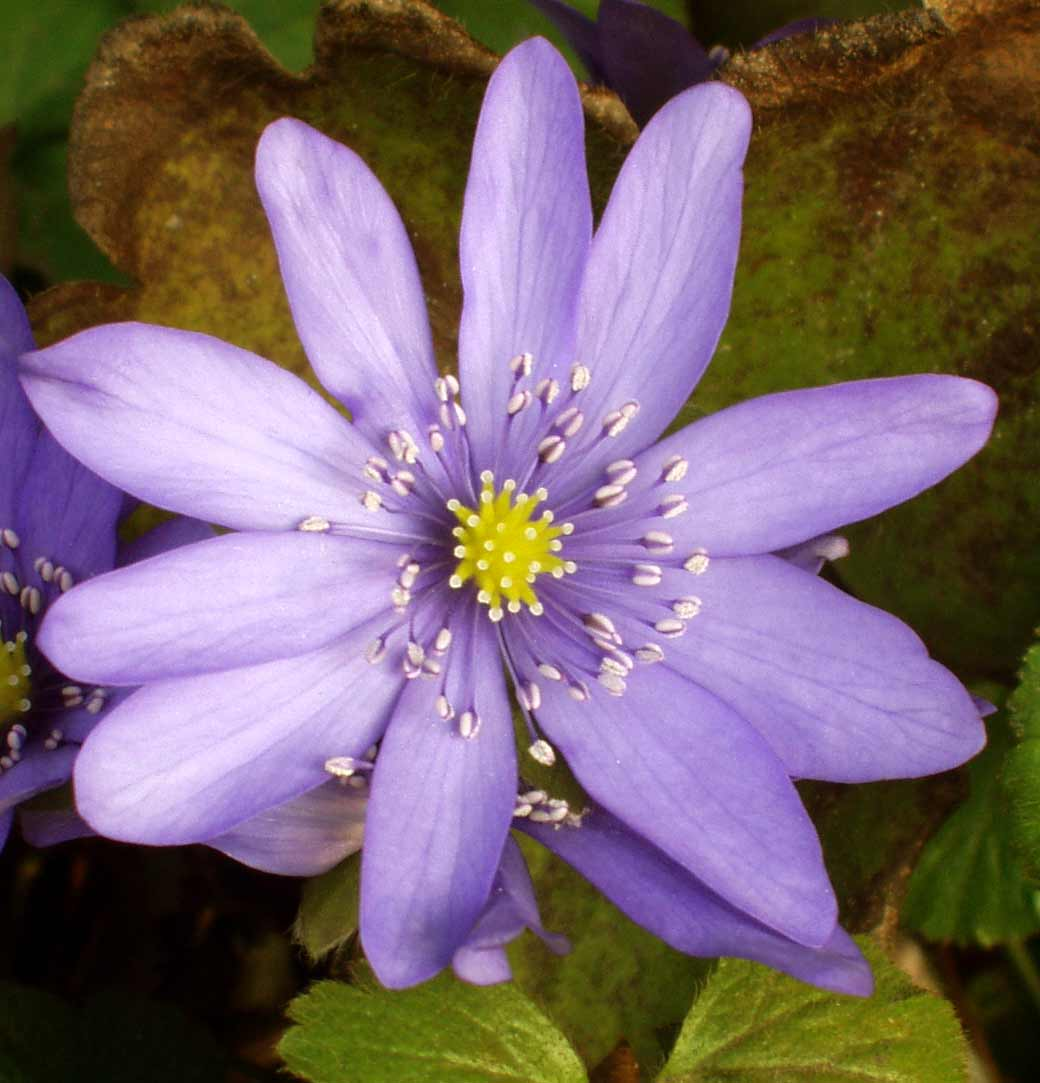
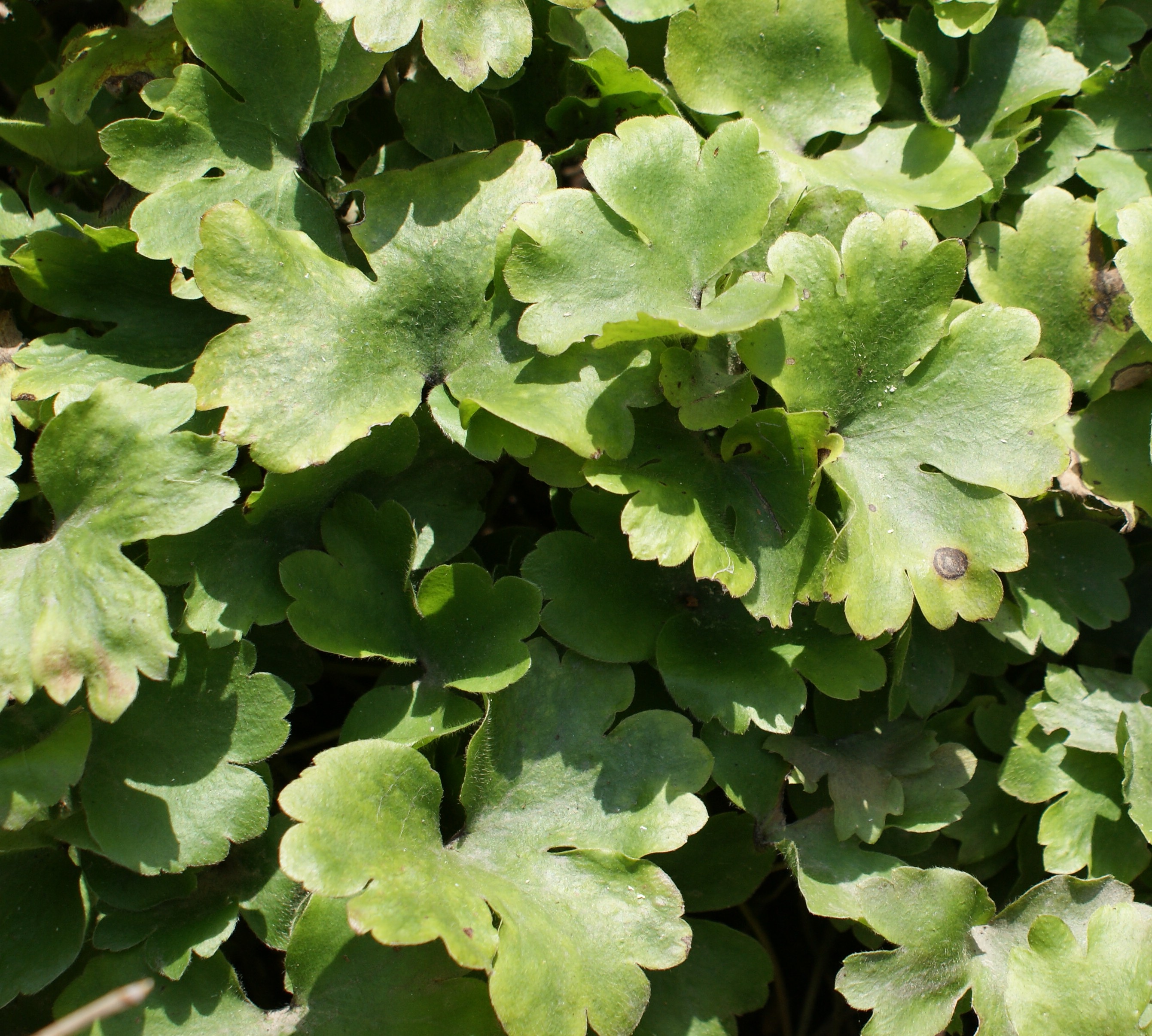
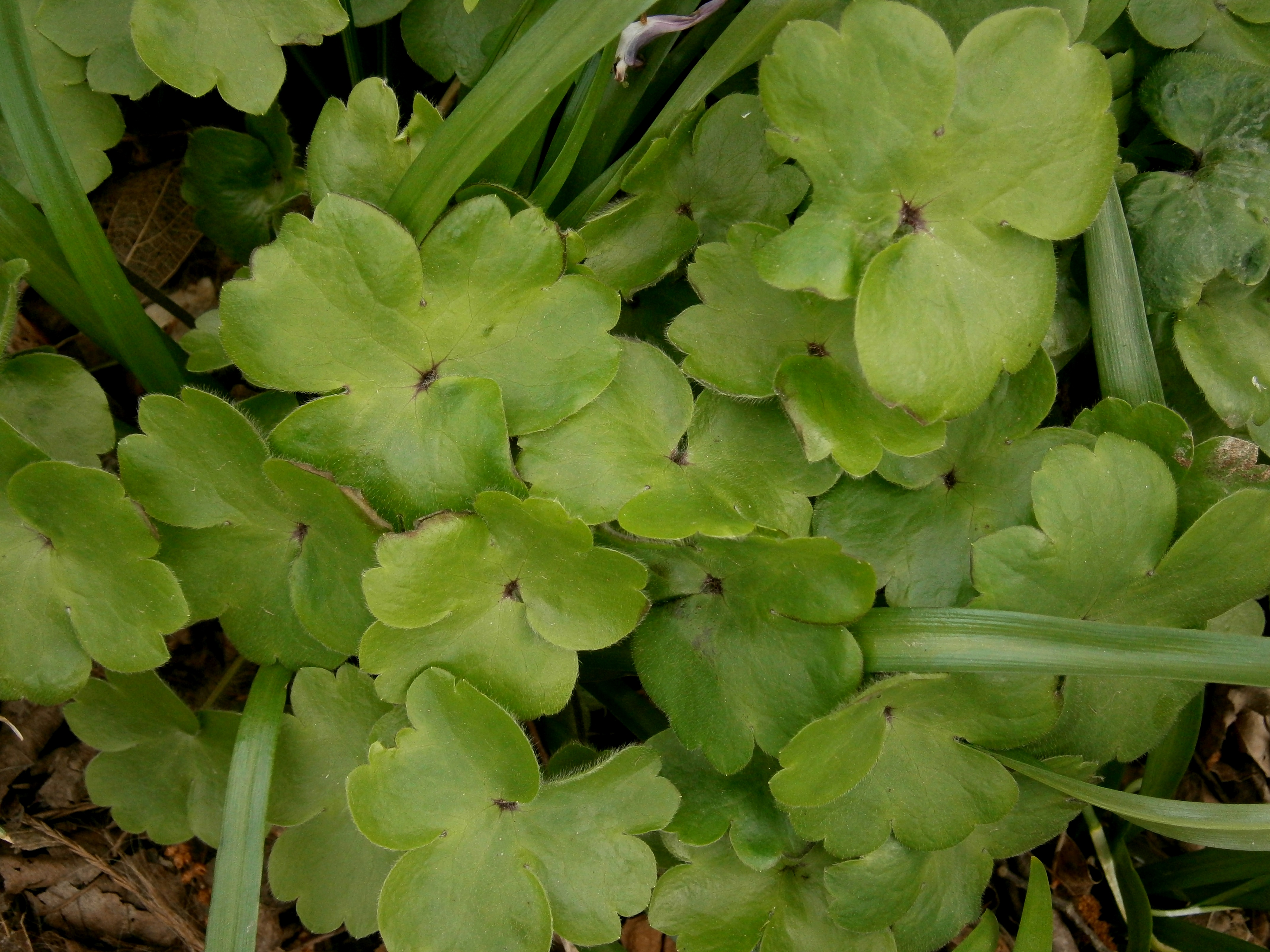
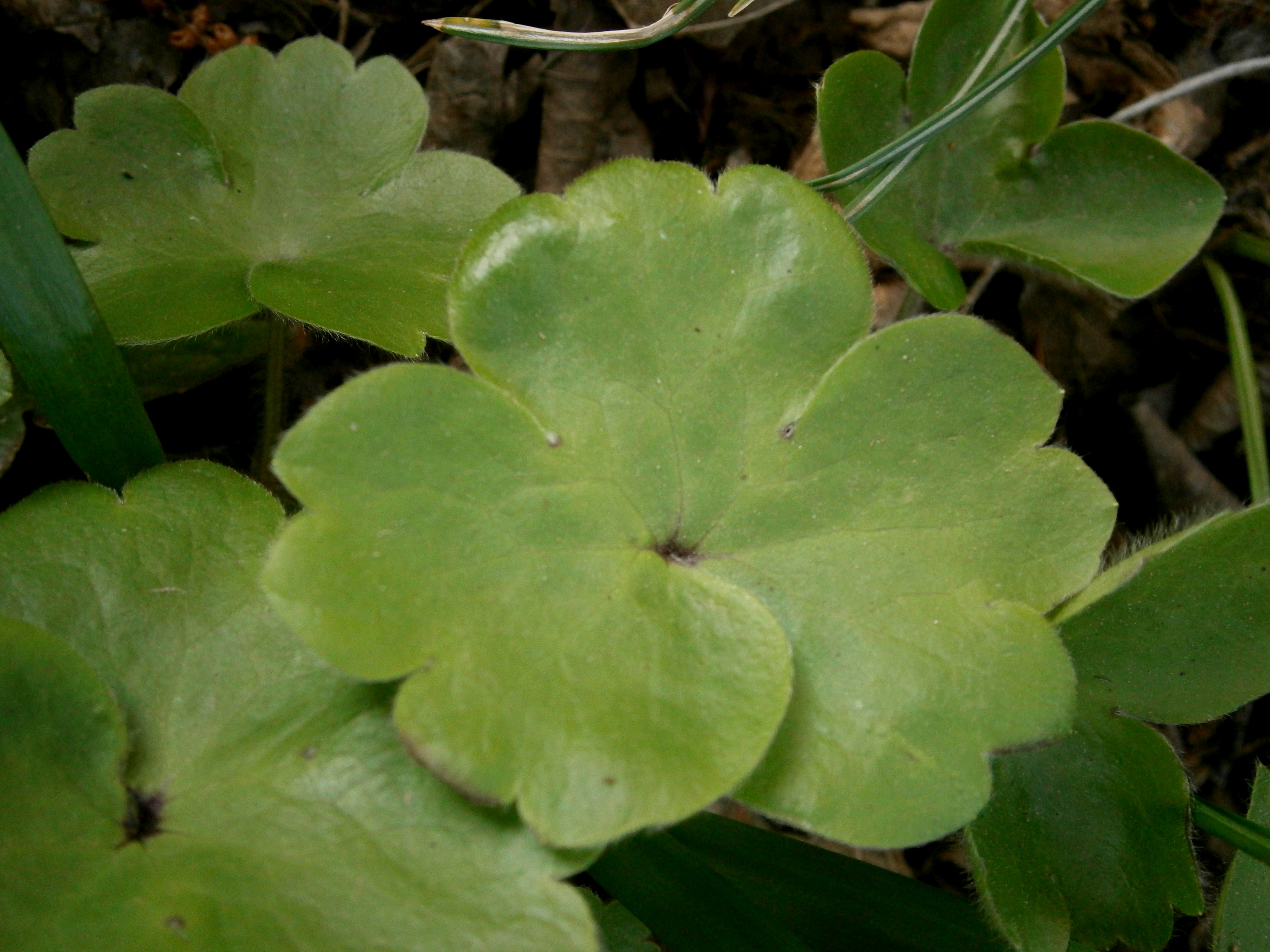